# Cratere Hawthorne
Hawthorne  è un cratere d'impatto presente sulla superficie di Mercurio, a 51,31° di latitudine sud e 115,36° di longitudine ovest. Il suo diametro è pari a 120 km.
Il cratere è stato battezzato dall'Unione Astronomica Internazionale in onore del romanziere statunitense Nathaniel Hawthorne.